# Bender (arrondissement)
Bender is een bestuurlijke eenheid (unitate administrativ-teritorială) van Moldavië. De zetel is de gemeente - met stadstitel - Bender, voorheen Tighina genaamd.
De 2 gemeenten van de bestuurlijke eenheid Bender:
- Bender, met de titel municipiu (grote stad)
- Proteagailovca